# Абхасвара
Абха́свара (санскр. आभास्वर, IAST: Ābhāsvara, «сияющие небеса» или «сознание ясного света») — космологический термин в древних буддийских писаниях, божественные сущности в космологии индуизма и буддизма.

## В буддизме
Мир богов (дэвов) в буддийской абхидхарме, в котором боги занимают три местопребывания. Абхасвара —  это вторая дхьяна сферы форм.
Медитационное сосредоточение дэвов в мирах Абхасвара соответствует второй дхьяне, это состояние характеризуется восхищением (санскр. प्रीति, IAST: prīti, «удовольствие, восхищение») и радостью — сукха (санскр. सुख, IAST: sukha). Божественные существа громко восклицают от радости: aho sukham! («О радость!»). У этих существ есть тела, и они излучают свет вспышками, как молнии. У них одинаковые тела, но разные восприятия. 
Абхасвара в космологии
Находятся на границе той части Вселенной, которая подвержена разрушению огнём по завершении Махакальпы. Пламя огня не поднимется так высоко, чтобы достичь этой сферы. После того, как мир разрушен огнём, с началом новой вивартакальпы миры снова начинают заселяться существами из миров Абхасвара.
1. Лучезарные боги Абхасвара (Ābhāsvara, Ābhassara, тиб. od.gsal) — мир дэвов, «обладающих блеском». Продолжительность жизни в этом мире — 8 великих кальп (по другим источникам: 2 великие кальпы). Восемь махакальп — это период, за который Вселенная разрушается водой. Этот мир расположен на высоте 81920 йоджан над Землёй.
2. Боги безграничного сияния (IAST: Apramāṇābha , IAST: Appamāṇābha , тиб. tshad.med 'od') — мир дэвов «неограниченного сияния», которое выбирается как фокус медитации. Продолжительность жизни в этом мире — 4 великие кальпы. Этот мир расположен на высоте 40960 йоджан над Землёй.
3. Боги ограниченного сияния (Parīttābha , Parittābha , тиб. od chung) — мир дэвов «ограниченного сияния». Продолжительность жизни в этом мире — 2 великие кальпы. Этот мир расположен на высоте 20480 йоджан над Землёй[3].

Время существования одного мира – махакальпы (великого периода) — делится на четыре кальпы (период), в соответствии с определённым состоянием мира:
- кальпа пустоты (от разрушения мира до начала следующего);
- кальпа формирования мира;
- кальпа пребывания (стабильного существования мира);
- кальпа разрушения мира.

Каждая кальпа состоит из двадцати периодов «убывания» и «возрастания», после прохождения которых плохая карма живых существ ведёт к разрушению мира.

## В индуизме
Абхасвары —  группа второстепенных божеств в Риг-веде. В эпический период входят в состав Шива-ганы в качестве помощников бога Шивы. Точного списка имён не существует; приблизительное количество — 64.